# 13045 Vermandere
13045 Vermandere è un asteroide della fascia principale. Scoperto nel 1990, presenta un'orbita caratterizzata da un semiasse maggiore pari a 2,5610820 UA e da un'eccentricità di 0,0957396, inclinata di 0,65404° rispetto all'eclittica.